# Dassault Rafale
Dassault Rafale (phát âm tiếng Pháp: [ʁafal]) là một máy bay chiến đấu đa nhiệm vụ cánh tam giác hai động cơ thế hệ thứ tư của Pháp, được thiết kế và chế tạo bởi Dassault Aviation. Dassault đã sử dụng khái niệm 'Omni Role' (tất cả các nhiệm vụ) làm thuật ngữ tiếp thị nhằm phân biệt loại máy bay này với các loại máy bay chiến đấu 'đa nhiệm vụ' (multi-role) khác có phân biệt nhiệm vụ chính và các nhiệm vụ phụ khác. Dassault cũng sử dụng thuật ngữ này để chỉ khả năng chuyển từ nhiệm vụ này sang nhiệm vụ khác của Rafale trong từng phi vụ, dù thuật ngữ này mang nhiều ý nghĩa tóm gọn khả năng thực sự của Rafale thay thế được hoạt động của bảy loại máy bay khác nhau.
Rafale đang được chế tạo để sử dụng cho cả các căn cứ trên mặt đất của Không quân Pháp và trên tàu sân bay của Hải quân Pháp. Nó cũng đã được tiếp thị rộng rãi để xuất khẩu, khoảng 20 nước đã bày tỏ sự quan tâm tới Rafale, nhưng do giá thành cao nên tính tới năm 2021, Rafale mới tìm được 4 khách hàng mua loại máy bay này (Ai Cập mua 54 chiếc, Hy Lạp mua 18 chiếc, Ấn Độ và Qatar mỗi nước mua 36 chiếc).

## Lịch sử

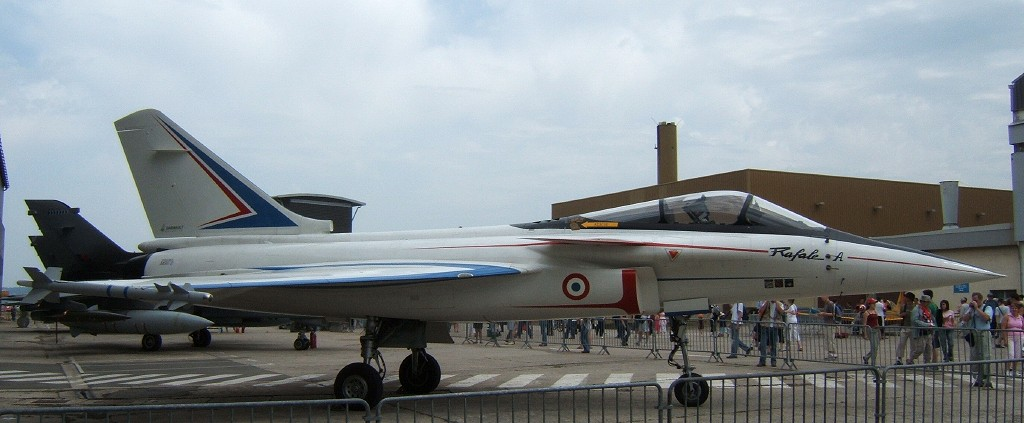
Nguyên mẫu tiêm kích Dassault Rafale A

Vào giữa thập niên 1970, cả Không quân Pháp (Armée de l'Air) và Hải quân Pháp (Nationale Marine) đã yêu cầu về một thế hệ máy bay chiến đấu mới để thay thế những chiếc máy bay chiến đấu đang hoạt động. Bởi vì yêu cầu của hai lực lượng tương tự nhau, và để giảm chi phí, cả Không quân và Hải quân Pháp thống nhất ban hành một yêu cầu chung đối với đề xuất. Vào năm 1975, Bộ Hàng không của Pháp bắt đầu nghiên cứu cho một máy bay mới để bổ sung cho dòng tiêm kích hạng nhẹ Mirage 2000, với mỗi loại máy bay tối ưu cho các vai trò khác nhau.
Vào năm 1979, công ty Dassault  của Pháp gia nhập với công ty MBB/BAE để tham gia trong chương trình "European Collaborative Fighter" (ECA), sau đó được đổi tên thành "European Combat Aircraft". Công ty Dassault góp phần thiết kế khí động học của máy bay; tuy nhiên, dự án bị sụp đổ vào năm 1981 do yêu cầu vận hành khác nhau của mỗi nước. Vào năm 1983, chương trình "Future European Fighter Aircraft" (FEFA) được khởi xướng, tập hợp Ý, Tây Ban Nha, Tây Đức, Pháp và Anh để cùng nhau phát triển một máy bay chiến đấu mới, mặc dù Tây Đức, Pháp và Anh đã có những chương trình phát triển máy bay riêng của họ.
Một số yếu tố dẫn đến sự không thống nhất giữa Pháp và bốn quốc gia còn lại. Khoảng năm 1984 Pháp nhấn mạnh yêu cầu của họ cho một máy bay có khả năng hạ cánh xuống tàu sân bay và yêu cầu một vai trò đứng hàng đầu. Pháp cũng đòi hỏi một máy bay chiến đấu nhẹ hơn so với thiết kế ưa chuộng bởi bốn quốc gia khác. Tây Đức, Anh và Ý đã tách ra và thành lập một chương trình EFA mới.. Tại Turin vào ngày 02 tháng 8 năm 1985, Tây Đức, Anh và Ý đã đồng ý tiến hành với dự án Eurofighter. Bất chấp sức ép từ Pháp, Tây Ban Nha gia nhập trở lại dự án Eurofighter vào đầu tháng 9 năm 1985. Các dự án bốn quốc gia trên cuối cùng dẫn đến sự phát triển của dòng máy bay Typhoon Eurofighter.
Chiếc máy bay trình diễn kỹ thuật Rafale A đã xuất xưởng năm 1985 và cất cánh lần đầu ngày 4 tháng 7 năm 1986, các động cơ SNECMA M88 đang được phát triển khi ấy không được coi là đủ tiêu chuẩn để đảm bảo những chuyến bay thử ở chương trình thử nghiệm đầu tiên diễn ra tuyệt đối an toàn (dù tình trạng phát triển của chúng thường bị đánh giá dưới mức), vì thế chiếc máy bay trình diễn kỹ thuật dùng động cơ tuốc bin cánh quạt có buồng đốt lần hai General Electric F404-GE-400 như được lắp trên chiếc F/A-18 Hornet. Cuộc trình diễn kỹ thuật đã gây ấn tượng tốt cho Bộ quốc phòng Pháp và chương trình đã nhận được đơn hàng sản xuất năm 1988.
Những cuộc thử nghiệm khác tiếp tục được tiến hành, gồm cả việc chạm-cất cánh (touch-and-go) trên tàu sân bay và thử nghiệm động cơ M88, trước khi Rafale A ngừng hoạt động năm 1994. Dù Rafale A và EAP hầu như có tính năng tương đương, khi chiếc Eurofighter đầu tiên cất cánh lần đầu tháng 3 năm 1994, những chiếc Rafales đã trải qua qua ba năm thử nghiệm, gồm cả những lần thử trên tàu sân bay (Rafale C01 tháng 5 năm 1991, Rafale M01 tháng 12 năm 1991 và Rafale B01 tháng 4 năm 1993).
Ba phiên bản Rafale ở giai đoạn đặt hàng sản xuất đầu tiên:
- Rafale C (Chasseur) Máy bay chiến đấu một chỗ ngồi cho Không quân Pháp
- Rafale B (Biplace) Máy bay chiến đấu hai chỗ ngồi cho Không quân Pháp
- Rafale M (Marine) Máy bay chiến đấu một chỗ ngồi hoạt động trên tàu sân bay cho Hải quân Pháp

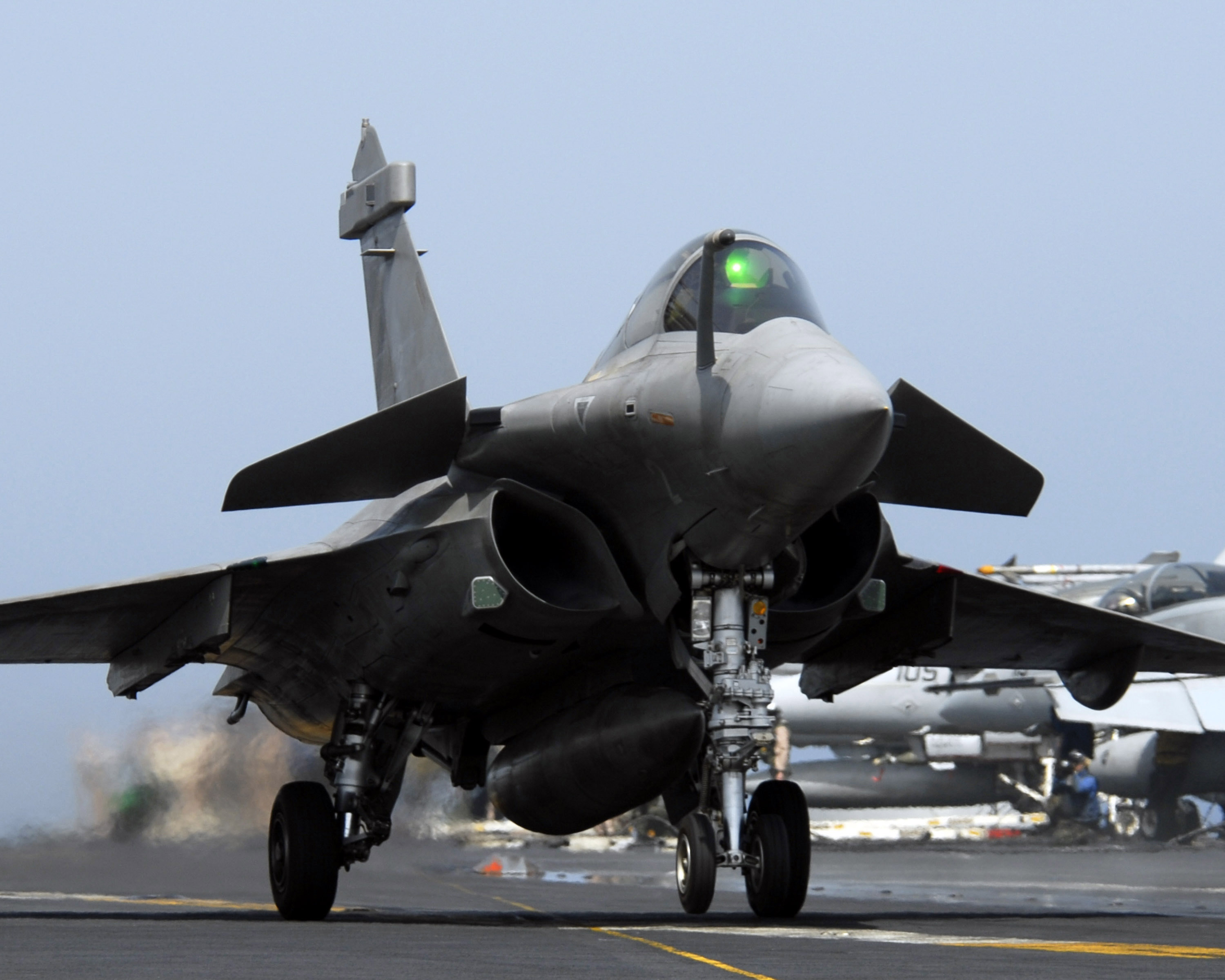
Dassault Rafale trên hàng không mẫu hạm

Nguyên mẫu Rafale C cất cánh năm 1991, chiếc đầu tiên trong hai nguyên mẫu Rafale M cất cánh muộn hơn năm đó, nguyên mẫu Rafale B cất cánh đầu năm 1993 và nguyên mẫu Rafale M thứ hai cất cánh muộn hơn cùng năm đó. Những cuộc thử nghiệm với máy phóng lần đầu được tiến hành trong khoảng thời gian từ ngày 13 tháng 7 tới ngày 23 tháng 8 năm 1992 tại các Căn cứ Không lực Hải quân Hoa Kỳ Lakehurst, New Jersey, và Patuxent River, Maryland, Hoa Kỳ; vì Pháp không có những cơ sở thử nghiệm máy phóng trên đất liền. Sau đó chiếc máy bay này đã trải qua các cuộc thử nghiệm trên boong tàu sân bay Foch.
Ban đầu dự kiến Rafale B chỉ là máy bay huấn luyện, nhưng kinh nghiệm từ Chiến tranh Vùng Vịnh và chiến sự Kosovo cho thấy giá trị của phi công thứ hai trong các nhiệm vụ tấn công và trinh sát, và vì thế có nhiều Rafale B được đặt hàng hơn thay cho Rafale C. Một quyết định tương tự được Hải quân đưa ra, ban đầu họ không hề đặt hàng những chiếc hai ghế ngồi; tuy nhiên chương trình đã bị dừng lại.
Sự không chắc chắn về mặt chính trị và kinh tế dẫn tới việc cho đến tận năm 1999 một phiên bản sản xuất Rafale M mới cất cánh.
Các lực lượng vũ trang Pháp từng được hy vọng sẽ đưa ra đơn đặt hàng 292 chiếc Rafale: 232 cho Không quân và 60 cho Hải quân. 120 chiếc đã được chính thức đặt hàng, chia làm ba đợt, đợt gần đây nhất là tháng 12 năm 2004 với 59 chiếc Rafale, dù Bộ quốc phòng Pháp đã cho biết con số này đang được xem xét lại và dường như sẽ bị cắt giảm chỉ còn 51 chiếc "với tổng giá giữ nguyên". Có thông tin ám chỉ rằng việc hy sinh từ 8 tới 12 chiếc máy bay sẽ "cho phép việc lắp đặt các cảm biến mới đã được các ngành công nghiệp Pháp phát triển cho gói này."

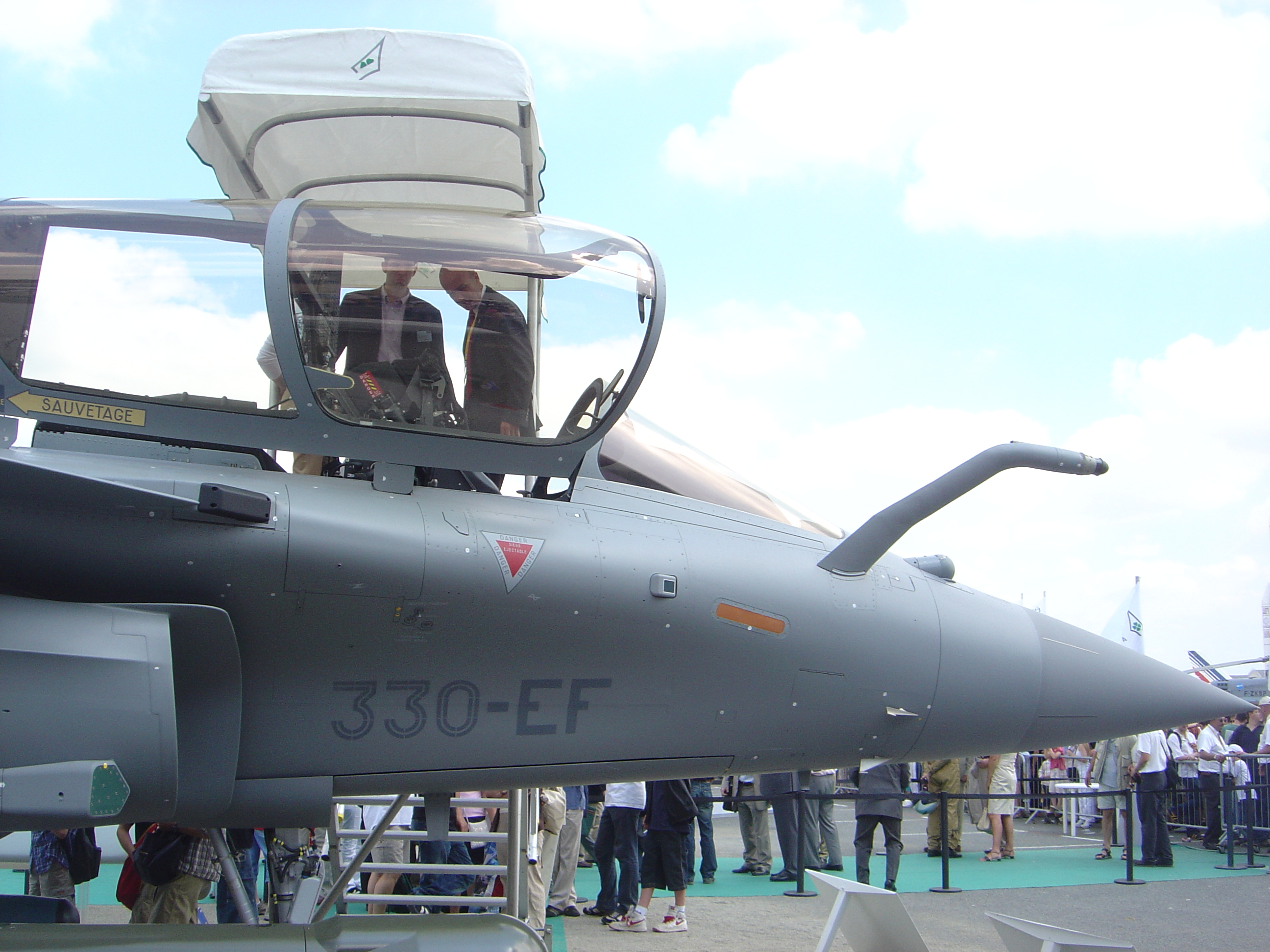
Phần mũi của Dassault Rafale

Phiên bản hải quân được ưu tiên bởi loại máy bay này được dự định thay thế cho những chiếc đã cũ, đặc biệt là máy bay chiến đấu Vought F-8 Crusader thiết kế từ 50 năm trước. Những cuộc giao hàng đã bắt đầu năm 2001 và nó 'đã đi vào hoạt động' ngày 4 tháng 12 năm 2000, dù phi đội đầu tiên, Flotille 12, thực tế chưa được cải tổ cho tới tận ngày 18 tháng 5 năm 2001. Đơn vị hoạt động trên tàu sân bay Charles de Gaulle năm 2002, đã ở tình trạng hoàn toàn sẵn sàng chiến đấu ngày 25 tháng 6 năm 2004, sau một cuộc thử nghiệm đánh giá hoạt động kỹ lưỡng, gồm cả nhiệm vụ hộ tống và tiếp dầu trên không trong Chiến dịch Tự do Vĩnh viễn (Operation Enduring Freedom) tại Afghanistan. Dù được giới hạn trong vai trò đối không và tầm hoạt động hạn chế của vũ khí, chiếc Rafale M được xem là một trong những loại máy bay chiến đấu tân tiến nhất đang hoạt động tại châu Âu.
Không quân nhận được ba chiếc Rafale B đầu tiên (theo tiêu chuẩn F2) vào cuối tháng 12 năm 2004. Chúng được gửi đến CEAM ở Mont-de-Marsan để đánh giá hoạt động và huấn luyện chuyển loại phi công. Đơn vị máy bay chiến đấu đầu tiên của Không quân, Phi đội Escadron de Chasse 1/7 Provence, được thành lập tại St. Dizier trong năm 2006, những chậm trễ trong việc giao hàng đã buộc phi đội này phải dời ngày thành lập. Thời hạn sẵn sàng chiến đấu ban đầu được dự định vào tháng 9 năm 2006, nhưng hiện tại đã bị lùi lại đến giữa năm 2007, cho đến khi đáp ứng đủ hoàn toàn các tiêu chuẩn một chiếc máy bay đa nhiệm vụ tiêm kích-ném bom, trang bị tên lửa không đối không Mica, tên lửa hành trình Scalp EG ASMs, bom dẫn đường GPS, và bom laser LGB (dù LGB sẽ được chọn lựa sử dụng trên thiết bị khác hay bởi các hệ thống trên mặt đất).

## Biến thể

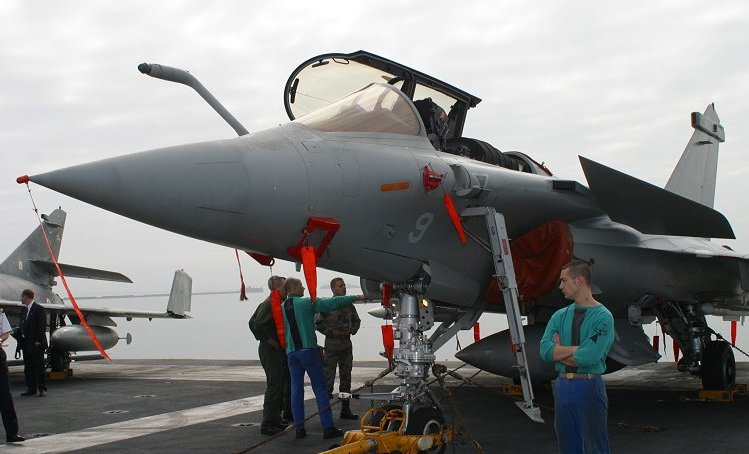
Dassault Rafale M.

Rafale AĐây là một chiếc máy bay trình diễn kỹ thuật cất cánh lần đầu năm 1986, như được miêu tả ở trên. Hiện nó đã ngừng hoạt động.
Rafale DDassault đã dùng định danh này (D là viết tắt của discret hay tàng hình) đầu thập niên 1990 cho các phiên bản chế tạo cho Armée de l'Air, để nhấn mạnh các tính năng bán tàng hình mà họ đã thêm vào cho kiểu thiết kế này. Nhiều nguồn tin đã thông báo rằng việc phát triển một hệ thống tàng hình tích cực, sẽ liên quan tới việc sử dụng một hệ thống sẽ phát ra các sóng "xóa dấu vết".
Rafale BĐây là phiên bản hai chỗ ngồi cho Armée de l'Air; đã được giao hàng cho EC 330 năm 2004.
Rafale CĐây là phiên bản một cho ngồi cho Armée de l'Air; đã giao hàng cho EC 330 tháng 6 năm 2004.

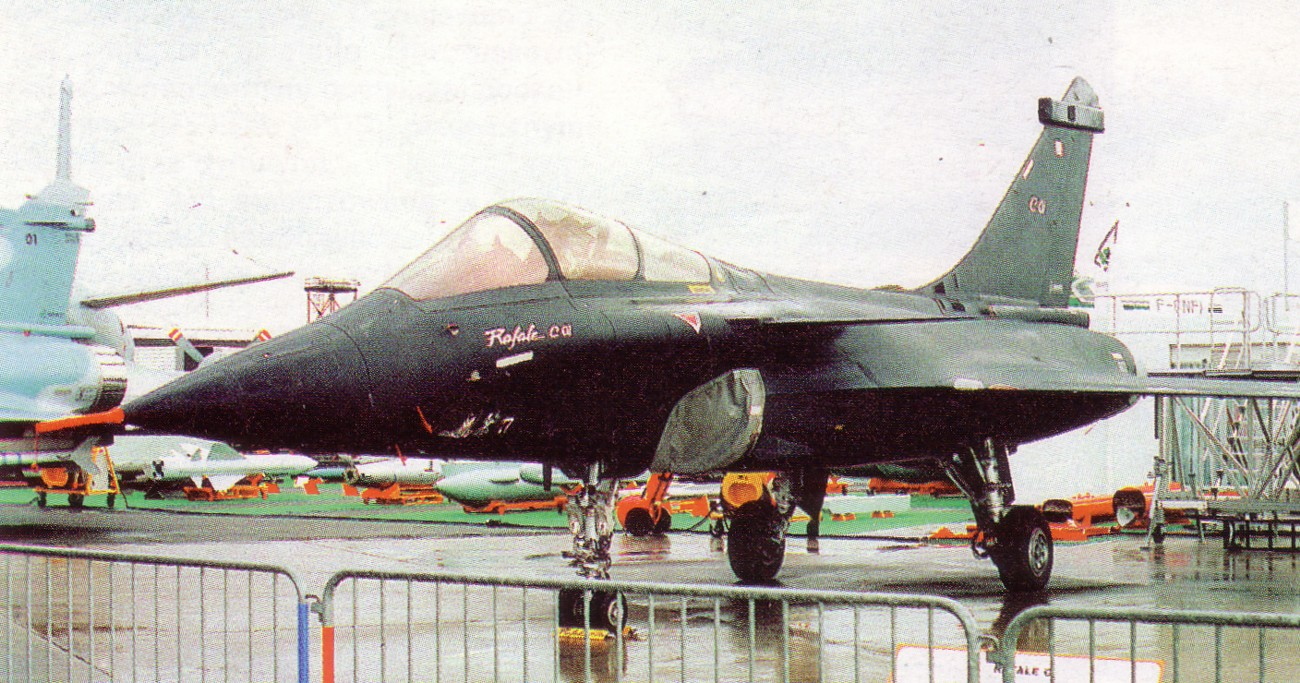
Rafale C-01

Rafale MĐây là phiên bản hoạt động trên tàu sân bay cho Aéronavale, đã đi vào hoạt động năm 2002. Rafale M nặng hơn Rafale C 500 kg (1.100 lb). Bề ngoài rất giống Rafale C, những điểm khác biệt của phiên bản M là:
- Tăng sức khả năng đáp ứng với các điều kiện khắc nghiệt khi hoạt động trên tàu sân bay
- Bánh đáp vững chắc hơn
- Bánh đáp mũi dài hơn nâng cao mũi thích ứng khi sử dụng máy phóng
- Bỏ pylon giữa (để kéo dài bánh đáp trước)
- Móc đuôi lớn kiểu stinger giữa hai động cơ
- Thang lên buồng lái tích hợp vận hành bằng điện
- Hệ thống hạ cánh trên tàu sân bay bằng vi sóng
- Bệ quán tính "Telemir" có thể tương thích với các cải tiến của các hệ thống trên tàu sân bay.

Rafale NRafale N, trước kia được gọi là Rafale BM, được dự định là một phiên bản hai chỗ ngồi cho Aéronavale. Những khó khăn tài chính và chi phí huấn luyện tăng cao cho thêm một phi công nữa được coi là nguyên nhân dẫn tới việc nó bị hủy bỏ.

## Các hệ thống chiến đấu

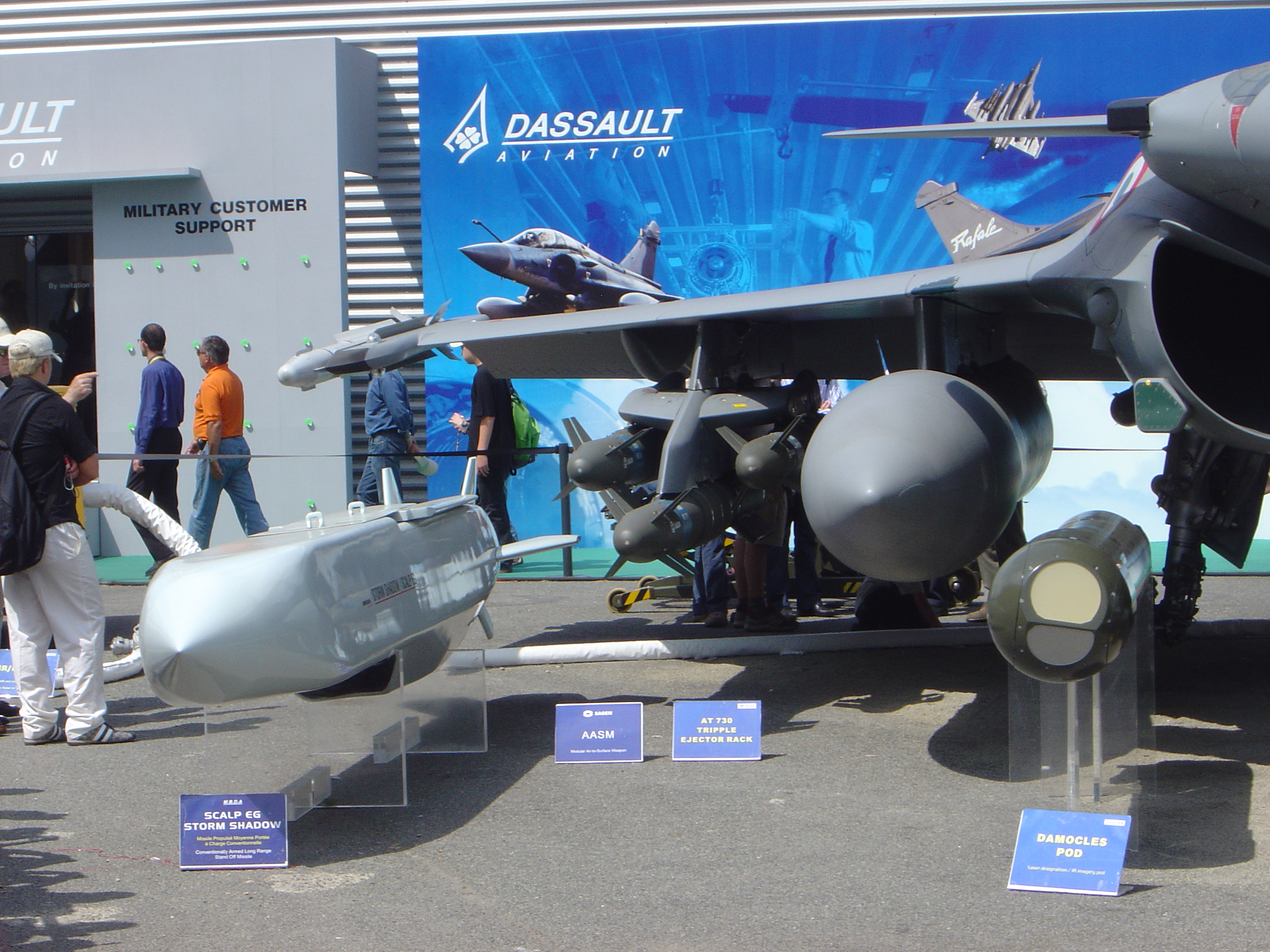
Các loại vũ khí trang bị của Rafale.

Lần đầu tiên trong lịch sử hàng không, Rafale mang một hệ thống tồn tại điện tử tích hợp được đặt tên SPECTRA với tính năng tàng hình dựa trên kỹ thuật phần mềm ảo.
Nhưng cảm biến quan trọng nhất là radar quét điện tử thụ động đa phương thức Thales RBE2. Thales tuyên bố đã đạt tới một mức độ nhận thức tình huống cao nhất từ trước tới nay thông qua việc thám sát và theo dõi sớm nhiều mục tiêu trên không cho cận chiến và can thiệp tầm xa, các bản đồ ba chiều thời gian thực cho việc theo dõi mặt đất, và các bản đồ thời gian thực độ phân giải cao mặt đất cho hoa tiêu và ngắm mục tiêu.
Tuy nhiên, trong những trường hợp cần sự điều khiển, Rafale có thể sử dụng nhiều hệ thống cảm biến thụ động:
hệ thống cảm biến điện quang học (electro optical system) phía trước (front-sector) hay Optroniques Secteur Frontal (OSF), do Thales phát triển, hoàn toàn được tích hợp bên trong máy bay và có thể hoạt động cả ở tầm sóng nhìn thấy được và sóng hồng ngoại.
Hệ thống chiến tranh điện tử SPECTRA, được hợp tác phát triển giữa Thales và EADS France, khiến chiếc máy bay có khả năng tổn tại cao nhất trước những mối đe dọa từ trên không và dưới mặt đất.
Các đường nối dữ liệu thời gian thực cho phép máy bay không chỉ liên lạc với các máy bay khác, mà còn với các trung tâm chỉ huy và điều khiển cố định, di động dưới mặt đất. Khi nhiệm vụ đòi hỏi, Rafale cũng có thể dùng thiết bị chỉ định điện quang học/laser DAMOCLES khiến nó có đủ khả năng LGB đầy đủ trong cả điều kiện ban ngày lẫn ban đêm, dù Không quân hiện có kế hoạch sử dụng các vũ khí xa (stand off) cho Rafale và vai trò LGB cho những chiếc Mirage 2000.
Các hệ thống trung tâm của Rafale sử dụng một thiết bị Điện tử Modul Tích hợp (Integrated Modular Avionics - IMA), được gọi là Thiết bị Xử lý Dữ liệu Modul (Modular Data Processing Unit - MDPU). Cơ cấu này đảm nhận mọi chức năng chủ chốt của máy bay như một Hệ thống kiểm soát bay, Tổng hợp Dữ liệu, Kiểm soát bắn, Giao tiếp phi công-máy bay, vẫn vân.. Lưu trữ ngày 10 tháng 11 năm 2005 tại Wayback Machine.
Lực lượng quân đội Pháp đã bỏ qua cảnh báo về vệc lây nhiễm của virus máy tính có thể ảnh hưởng đến máy bay và không tiến hành cài đặc các khả năng bảo vệ cần thiết nên các máy bay Rafale đã bị nhiễm một loại virus dành cho Window có tên Conficker khiến chúng không thể truy xuất vào cơ sở dữ liệu để có thể bay dẫn đến tất cả máy bay không thể cất cánh vì máy bay đã bị chiếm quyền điều khiển. Loại virus này đã bắt đầu lây lan từ ba tháng trước trên hệ thống mạng và việc này đã được cảnh báo cho lực lượng quân sự Pháp trước khi bị nhiễm và sau đó mới bắt đầu hành động. Bộ trưởng Bộ Quốc phòng Pháp nói không biết bao nhiêu máy tính hoặc hệ thống thông tin quân sự là những đối tượng đã bị lây nhiễm bởi loại virus này năm 2009.

## Các cột mốc thời gian của chương trình
Các cột mốc thời gian gồm:
- 1983

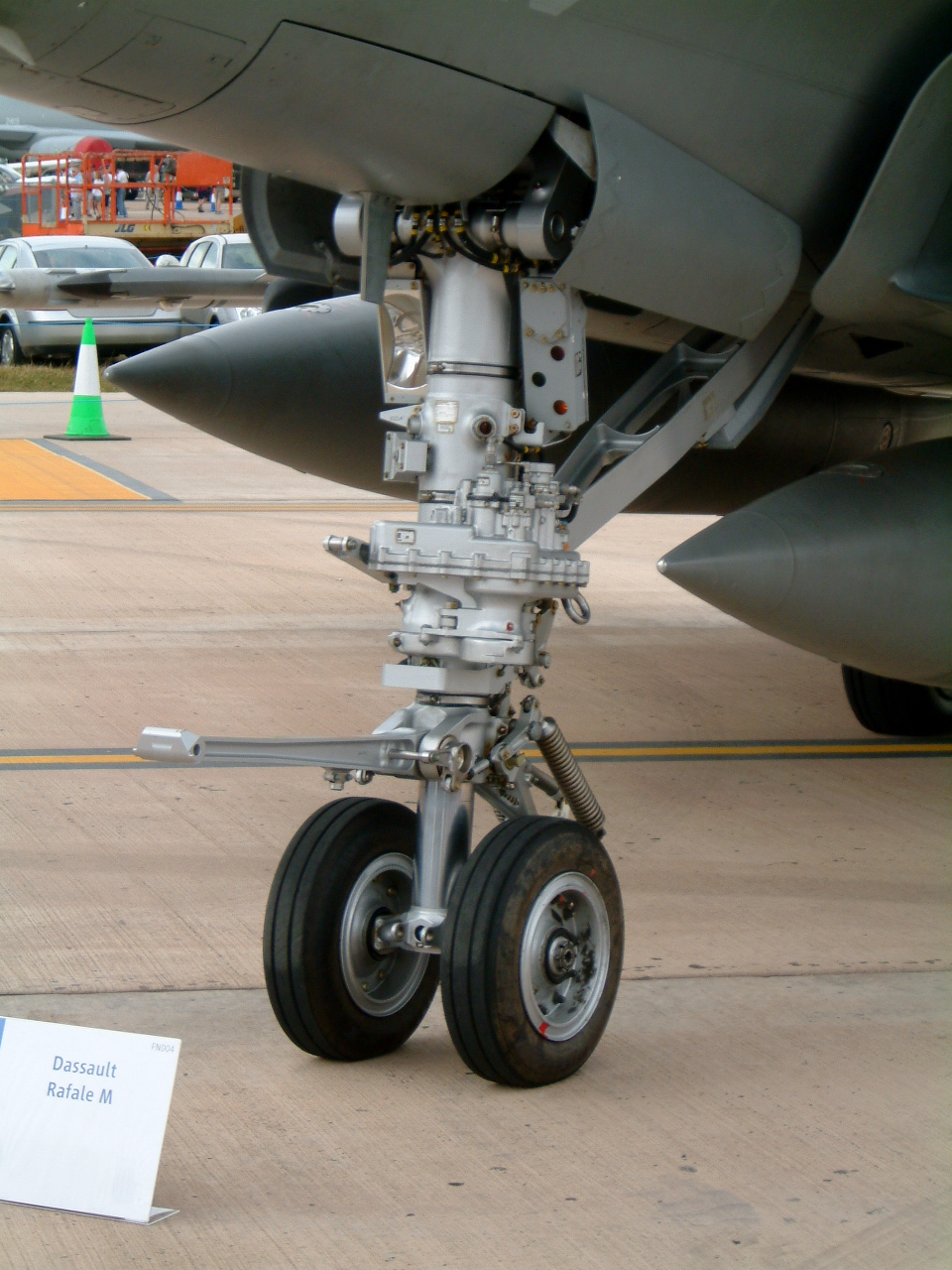
Bánh phía trước

  - Tháng 4 - Dassault được trao hợp đồng chế tạo ACX (Rafale A) máy bay trình diễn kỹ thuật
- 1985
  - Pháp chính thức rút khỏi chương trình Eurofighter, cam kết với dự án Rafale.
- 1986
  - 4 Tháng 7 - Chuyến bay đầu tiên của Rafale A
  - Tháng 12 – Phát triển động cơ SNECMA M88 bắt đầu
- 1988
  - Tháng 4 – Đơn hàng đầu tiên được ký kết (cho nguyên mẫu Rafale C).
- 1990
  - Tháng 2 - Những chuyến bay thử của M-88 bắt đầu
- 1991
  - 19 Tháng 5 - Chuyến bay đầu tiên của nguyên mẫu một chỗ ngồi Armée de l'Air (Rafale C)
  - 12 Tháng 12 - Chuyến bay đầu tiên của nguyên mẫu Aéronavale (Rafale M)
- 1992
  - Chương trình thử nghiệm Rafale M trên tàu sân bay bắt đầu
- 1993
  - Tháng 3 - Hợp đồng chế tạo đầu tiên được ký kết.
  - Tháng 4 - Bắt đầu các cuộc thử nghiệm khả năng hoạt động trên tàu sân bay với Foch.
  - Tháng 4 30 - Chuyến bay đầu tiên của nguyên mẫu (Rafale B) của Không quân
- 1995
  - Tháng 6 - Tên lửa không đối không Mica đầu tiên được bắn đi từ Rafale theo phương thức tự dẫn đường.
  - Tháng 7 - Hệ thống OSF và ngắm bắn/hiển thị trên mũ phi công được lắp đặt và thử nghiệm.
  - September - Rafale M đã được thử nghiệm trên tàu sân bay (loạt thứ 4).
  - Tháng 11 - Chuyến bay tầm xa không ngừng đầu tiên của Rafale B01 (3.020 hải lý trong dưới 6 giờ 30 phút).

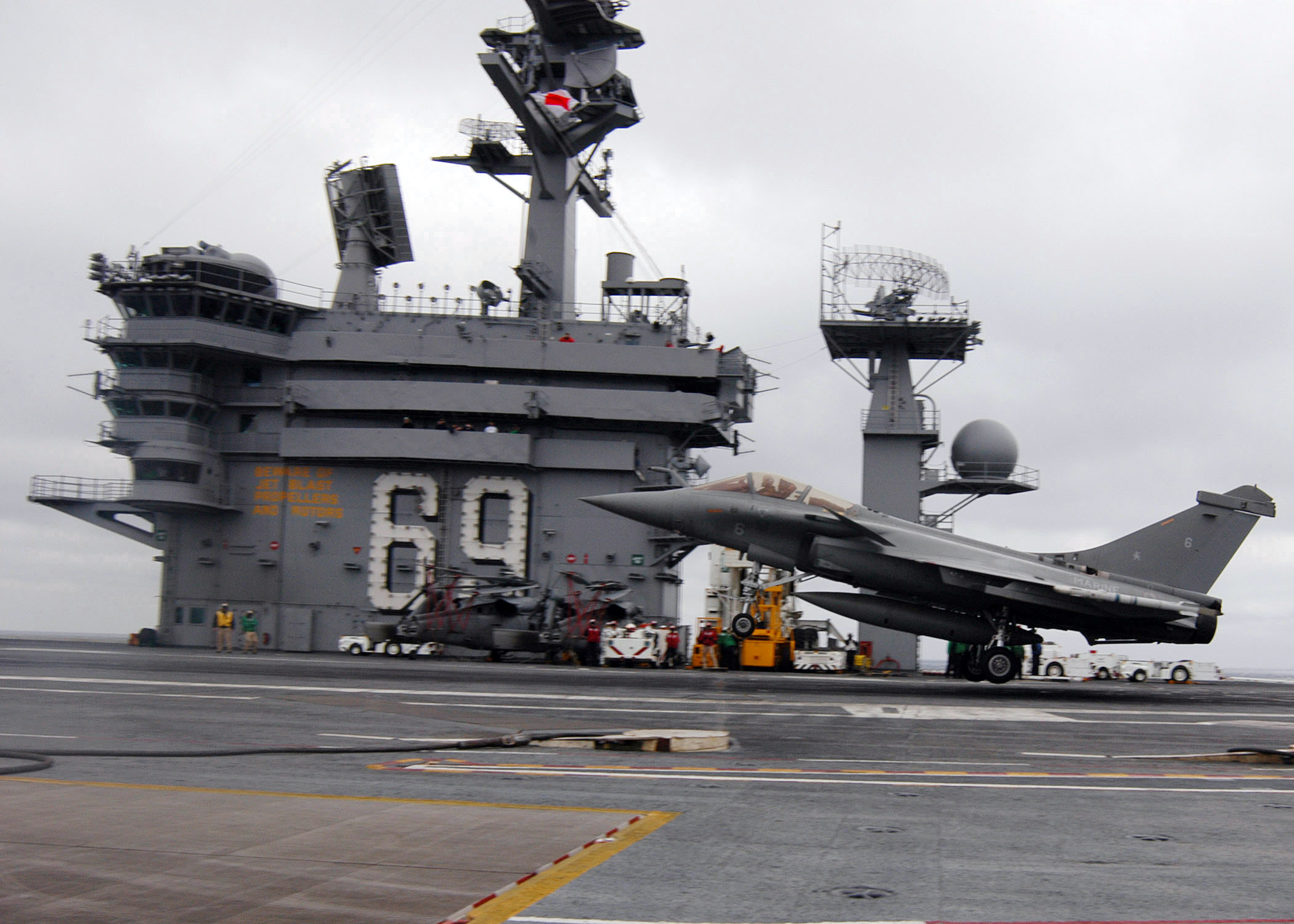
Rafale trên tàu sân bay CVN69 của Hoa Kỳ

- - Tháng 10 - Cuộc thử nghiệm tính năng hoạt động trên tàu sân bay ở căn cứ mặt đất cuối cùng cho loạt Rafale M tại Hoa Kỳ.
  - Tháng 12 - Lắp ráp thân kiểu sản xuất đầu tiên.
- 1996
  - Tháng 3 - Động cơ M88 "flightworthiness" được kiểm nghiệm.
  - Tháng 4 - Công việc chế tạo bị đình chỉ, tái khởi động tháng 1 năm 1997 sau nhiều lần giảm bớt chi phí.
  - Tháng 5 - Những cuộc thử nghiệm cơ sở dữ liệu số mặt đất ở mức độ thấp.
  - Tháng 7 - Việc tích hợp hệ thống chiến tranh điện tử Spectra được thử nghiệm trong phòng không vọng âm (anechoic chamber)
  - Tháng 11 - Bay quang phổ được thử nghiệm.
  - Tháng 12 - Chuyến giao hàng các động cơ loạt sản xuất đầu tiên.
- 1997
  - Tháng 2 - Thử nghiệm bay Rafale B01 trong tình trạng chất tải nặng (2 Apache ASM, 3 2.000l thùng dầu phụ, 2 Magic và 2 tên lửa không đối không Mica).
  - Tháng 5 - Tên lửa MICA đầu tiên được bắn theo phương thức dẫn đường quán tính.
  - Tháng 6 - Thử nghiệm các hệ thống phản công quang phổ khi bay lần đầu.
  - Tháng 10 - Radar RBE2 lần đầu được lắp đặt khi bay.
  - Tháng 11 - Bắn các tên lửa theo phương thức dẫn đường quán tính vào hai mục tiêu, với kết nối máy bay-tên lửa và các biện pháp phản công.
- 1998
  - Tháng 6 - Đánh giá hệ thống kiểm soát bắn MICA.
  - Tháng 6 - Báo cáo tính năng hoạt động ban đầu do các phi công Hải quân và Không quân bay trên Rafale B01 và M02 đánh giá.
  - 24 tháng 11 - Chuyến bay đầu tiên của phiên bản sản xuất Rafale (một chiếc Rafale B)

- 1999

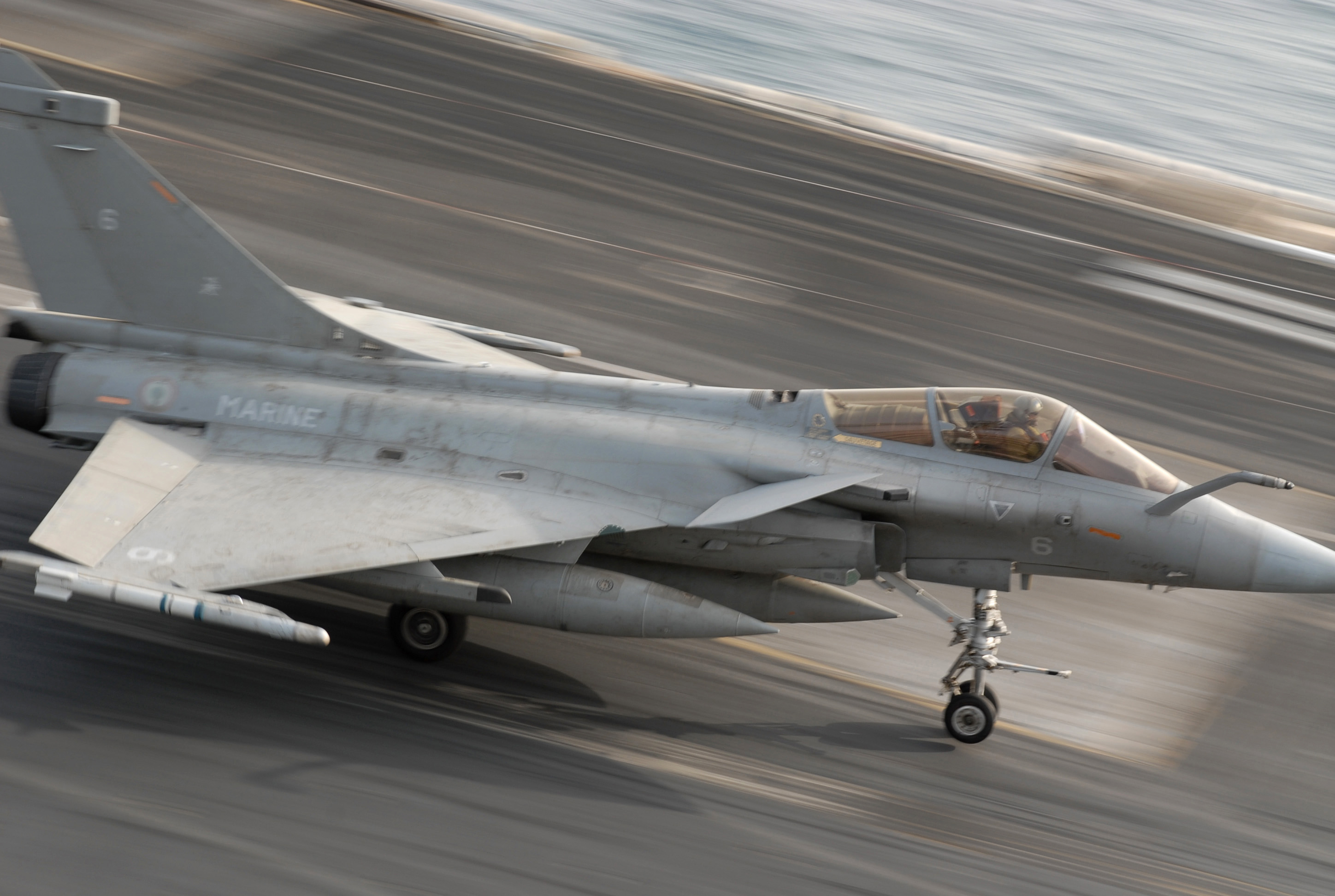
Rafale cất cánh từ trên tàu sân bay

  - Tháng 5 - Lần thử nghiệm phóng tên lửa hành trình SCALP đầu tiên.
  - 6 tháng 7 - Hạ cánh lần đầu trên boong tàu sân bay Charles de Gaulle.
  - 7 tháng 7 - Chuyến bay đầu tiên của phiên bản sản xuất Rafale M
- 2000
  - 20 tháng 7 - Chiếc Rafale M đầu tiên được giao cho Flotille 12F
- 2002
  - Rafale M đi vào hoạt động tại 12F (Aeronavale, đánh giá)
- 2004
  - Đi vào hoạt động hoàn toàn tại 12F (Hải quân)
  - 3 tháng 9 chiếc Rafale B được giao cho CEAM, Mont de Marsan
  - 9 tháng 9 - Lần thử nghiệm mang tên lửa Meteor GHTM (General Handling Training Missiles) đầu tiên với Rafale M từ CEV Istres
- 2005
  - 11 tháng 9 - Lần thử nghiệm mang tên lửa Meteor GHTM với Rafale M từ tàu sân bay Charles de Gaulle.
- Mùa hè 2006
  - Thành lập EC 1/7 với 8-10 máy bay
- Giữa năm 2007
  - Tình trạng sẵn sàng hoạt động hoàn toàn (trong không quân) với EC7

## Các tiêu chuẩn

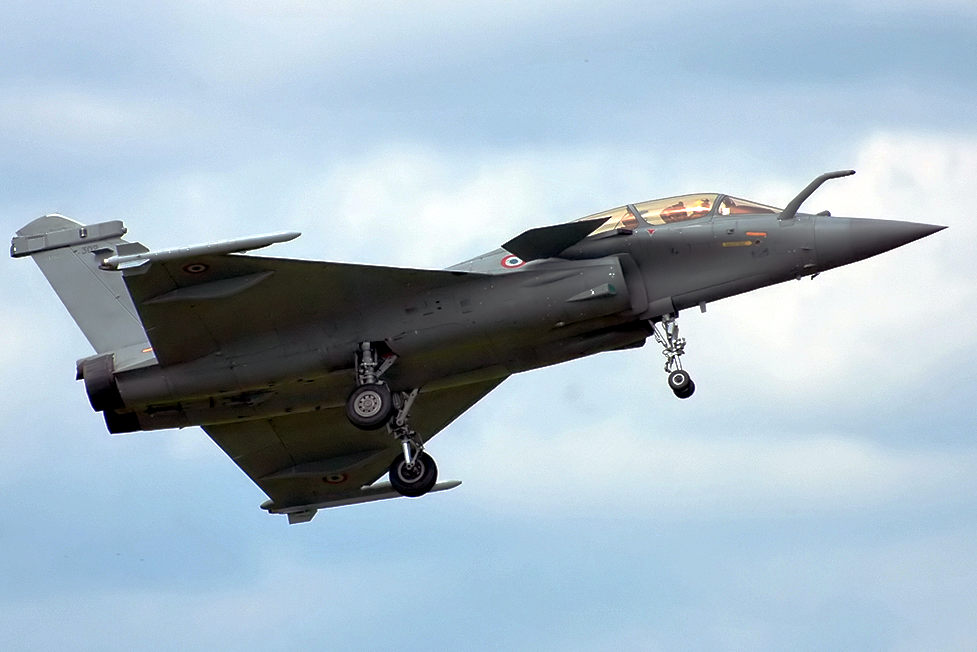
Dassault Rafale B

Những chiếc Rafale M giao hàng đầu tiên theo tiêu chuẩn F1 ("France 1"). Điều này có nghĩa chiếc máy bay phù hợp cho chiến đấu trên không, thay thế loại máy bay cũ kỹ F-8 Crusader trong vai trò máy bay hoạt động trên hàng không mẫu hạm của Không quân Hải quân, nhưng không được trang bị cho những nhiệm vụ không đối đất. Những lần giao hàng tiếp theo (cho Flotille 11 khoảng sau năm 2007) sẽ tuân theo tiêu chuẩn "F2", với khả năng chiến đấu không đối không, và thay thế Dassault Super Étendard trong vai trò tấn công mặt đất và Dassault Étendard IVP trong vai trò trinh sát. Điều này khiến Rafale M là chiếc máy bay cánh cứng duy nhất hoạt động trong Không quân hải quân, và các kế hoạch nhằm nâng cấp tất cả máy bay lên tiêu chuẩn "F3", với radar 3 chiều theo dõi mặt đất và khả năng mang vũ khí hạt nhân sẽ diễn ra vào đầu thập kỷ 2010.
Chiếc Rafale C đầu tiên được giao cho Armée de l'Air, tháng 6 năm 2005, theo tiêu chuẩn "F2", và nó có những kỹ thuật sẽ được áp dụng cải tiến cho những chiếc của hải quân trong tương lai. Rafale thay thế SEPECAT Jaguar, Mirage F1 và Mirage 2000 trong Không quân.

## Các nước sử dụng
Rafale hiện đang hoạt động với vai trò thử nghiệm và huấn luyện trong Không quân Pháp (CEAM/EC 5/330) và EC 1/7 tại St Dizier dự định sẽ nhận được một trung tâm 8-10 Rafale F2 trong mùa hè năm 2006, và theo kế hoạch sẽ hoàn toàn sẵn sàng hoạt động (với khả năng tấn công không đối không và không đối đất chính xác) vào giữa năm 2007 (khi EC 1/7 sẽ sở hữu khoảng 20 chiếc). Loại máy bay này hiện đang hoạt động hạn chế trong Hải quân Pháp (Flotille 12F) với vai trò không đối không, và đã trải qua nhiều cuộc thử nghiệm đánh giá khả năng không đối đất.

## Xuất khẩu
Rafale không thành công trong việc xuất khẩu, dù loại máy bay này đã được xếp hạng cao trong một số cuộc thử nghiệm đánh giá. Nó gặp phải sự cạnh tranh dữ dội từ các nhà sản xuất máy bay châu Âu và Hoa Kỳ với những đối thủ như Eurofighter Typhoon, JAS-39 Gripen, F-16, F-15, và F-35. Ngoài ra, nó phải cạnh tranh cả với các mẫu thiết kế gần đây nhất của Nga như Su-27, Mikoyan MiG-29, cùng nhiều mẫu khác. Máy bay chiến đấu trước kia của Pháp, như loạt Mirage, đã chứng minh khả năng tốt trên thị trường xuất khẩu (và tiếp tục chứng tỏ như vậy) nhưng Rafale đã cho thấy nó là loại máy bay gặp khó khăn khi cạnh tranh trên thị trường quốc tế.
Một trong các nguyên nhân chính để máy bay chưa thật sự xuất khẩu được chiếc nào từ khi đưa vào phục vụ trong quân đội Pháp là do là giá của Rafale rất đắt, chỉ là chiến đấu cơ thế hệ thứ 4, nhưng giá của nó đã lên tới gần 90 triệu USD. Cũng như các nước muốn mua Rafale không thể sử dụng các loại tên lửa không đối đất đã có sẵn trong kho, mà phải mua đủ số tên lửa của Pháp cho nó. Điều này làm Rafale giảm mạnh tính cạnh tranh so với các máy bay chiến đấu của các nước khác có thể sử dụng nhiều loại tên lửa thuộc các kiểu khác nhau như như Eurofighter, Su-27/30 và F-15/16/18 biến thể mới, JAS-39 Gripen linh hoạt và rẻ hơn là các đối thủ cứng đầu trong các cuộc thi xuất khẩu chủ lực. Và hơn bao giờ hết loại máy bay này đang cần đơn hàng xuất khẩu nếu muốn duy trì dây chuyền sản xuất trong bối cảnh chính quyền Pháp cắt giảm hợp đồng đặc mua đến hơn một nửa. Khi mà cho đến nay, Rafale đã bị loại trong các cuộc thầu tại Algeria (SU-30MKA), Hy Lạp (F-16), Maroc (F-16C / D), Hà Lan (F-35A hoặc JAS-39NG), Na Uy (F-35A), Oman (Eurofighter), Saudi Arabia (Eurofighter), Singapore (F-15SG), Hàn Quốc (tất cả bị loại), Thụy Sĩ (JAS-39E), và UAE (F-16E/F). Cùng các cuộc đấu thầu khác.
Việc thay đổi địa chính trị toàn cầu cũng đã ảnh hưởng đến việc bán loại máy bay này. Trong Chiến tranh Lạnh, Pháp bán thành công Mirage như một thay thế cho máy bay Hoa Kỳ và Liên Xô. Các khách hàng chẳng hạn như Vương Quốc Ả Rập Thống Nhất, mua máy bay của Pháp sau khi Hoa Kỳ không thích việc cung cấp vũ khí công nghệ cao cho nước này. Còn hiện tại thì Hoa Kỳ lại đang muốn bán hàng tại quốc gia vùng Vịnh. Nhiều chính phủ nước ngoài đã xem chia một phần thị phần thỏa thuận vũ khí như một cách để tạo quan hệ quốc phòng chặt chẽ hơn với Hoa Kỳ còn Eurofighter và các máy bay của Nga chiếm hầu hết thị phần còn lại.

#### Hàn Quốc và Singapore

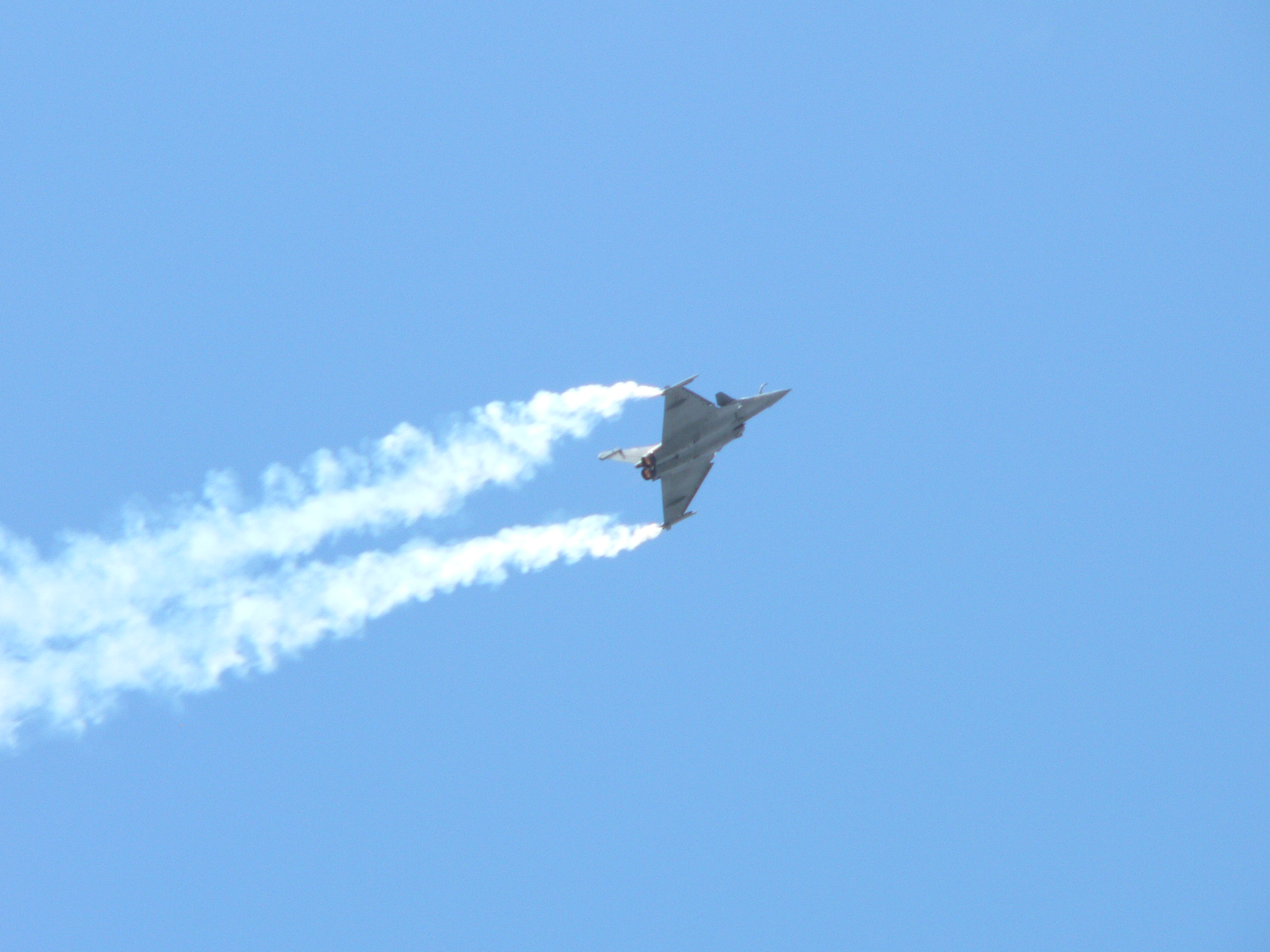
Dassault Rafale bay biểu diễn

Rafale được lựa chọn đánh giá (cùng với F-15K) tại Hàn Quốc đầu năm 2002, nhưng đã bị loại khỏi cuộc cạnh tranh vào tháng 4 năm 2002. Dassault ngay lập tức đã đưa vụ việc ra trước một tòa án tại Seoul, về quy trình chọn lựa, mà họ coi là đã bị tác động để giành ưu thế cho phía Hoa Kỳ. Bộ quốc phòng Hàn Quốc đã trả lời rằng việc chọn lựa được tiến hành dựa trên những cơ sở về khả năng hoàn thành nhiều nhiệm vụ, sức chở, tầm chiến đấu, tính năng thao diễn và minh chứng khả năng chiến đấu của F-15K và mẫu phát triển F-15E của nó.
Dù có sự trích dẫn đã bị bóp méo cho rằng tờ The Korea Times đã đưa tin Rafale thao diễn vượt xa F-15 (ngoại trừ đoạn trích: "Ở thời điểm ấy, Dassault đã buộc tội chính phủ Hàn Quốc ưu ái hơn cho nhà sản xuất máy bay Hoa Kỳ khi cân nhắc tới đồng minh quân sự của mình, dù chiếc Rafale của họ đã thao diễn vượt trội so với F-15K trong cuộc kiểm trả khả năng thao diễn đầu tiên.", 14 tháng 12 năm 2005, Jung Sung-ki), rõ ràng chiếc F-15 đã chứng minh khả năng vượt trội ở nhiều khía cạnh căn bản. Ví dụ, tốc độ tối đa của Rafale được đưa ra là Mach 1,8 (2.130 km/h, 1.320 mph) và với chiếc Strike Eagle là Mach 2.54 (2.698 km/h, 1.665 mph). Tầm hoạt động của Rafale 1.100 dặm (1.800 km, 970 hải lý), và 2.400 dặm (3.900 km) so với Strike Eagle.
Tháng 8 năm 2005, Singapore đã lựa chọn F-15SG của Boeing sau một cuộc thi trực tiếp với Rafale. Typhoon cũng đã bị loại khỏi cuộc đua vào tháng 6 năm 2005. Số lượng đặt hàng nhỏ với loại F-15T (F-15SG) vẫn để mở khả năng đặt hàng thêm nữa, có lẽ cho một kiểu máy bay thứ hai.

#### Khác
Không quân Pakistan trong năm 2003 đã bày tỏ sự quan tâm tới loại máy bay này và theo thông báo rất ấn tượng với các thanh điều khiển bay kép kiểu F-16 của nó, các phi công Không quân Pakistan rất quen thuộc với kiểu thanh điều khiển này. Chẳng bao lâu sau Không quân Pakistan đã không còn có sự quan tâm chính thức tới Rafale nữa bởi họ đã cảm thấy hài lòng với những chiếc F-16, J-10 & JF-17. Tuy nhiên EADS tiếp tục coi Pakistan là một khách hàng tiềm năng của Eurofighter; điều này cho thấy Không quân Pakistan có thể nhanh chóng chuyển hướng nhu cầu sang một loại máy bay chiến đấu thế hệ 4.5 và Rafale cũng có thể tham gia.
Tuy nhiên, theo một số tờ báo (gồm có Flight Daily News và tờ tin công nghiệp uy tín Defence Analysis), dù Rafale 'sống lâu hơn' Typhoon trong cả hai lần cạnh tranh, việc máy bay Eurofighter bị từ chối tại Singapore vì các lý do kỹ thuật, và thực tế Rafale không hề được đội đánh giá kỹ thuật, những người đã lựa chọn nó ưa thích.
Nhiều quốc gia khác cũng đã bày tỏ sự quan tâm tới việc mua Rafale, gồm cả Ấn Độ, nơi loại máy bay Mirage 2000 đang trông đợi được đặt hàng thêm, trước khi dây chuyền sản xuất loại máy bay này đóng cửa, và vì thế cũng là nơi có vẻ thích hợp với Rafale. Ấn Độ đang tìm kiếm thêm 126 chiếc máy bay chiến đấu đa nhiệm vụ và tấn công nữa. Tuy vậy Rafale sẽ phải cạnh tranh với MiG-29 OVT (MiG-35), F-16, F-18, và các loại khác.
Tháng 1 năm 2006, tờ Journal du Dimanche của Pháp đã thông báo rằng Libya muốn đặt hàng 13-18 chiếc Rafales "trong một hợp đồng trị giá 3.24 tỷ đô la Mỹ".
Tháng 2 năm 2007, có thông báo cho rằng Thụy Sĩ đang xem xét "Rafale" cùng các loại máy bay khác để thay thế những chiếc F-5E Tiger II của họ.("Le Temps", 13 tháng 2 năm 2007)
Dù đã thắng thầu tại Ấn Độ trong cuộc đấu thầu mua 126 loại máy bay chiến đấu đa nhiệm hạng trung và là hợp đồng xuất khẩu đầu tiên mà loại máy bay này giành được nhưng việc đám phán để ký kết hợp đồng hiện đã đi vào bế tắc khi giá thành máy bay bị đội lên gấp đôi giá trong hợp đồng chào thầu, và công ty Dassault của Pháp không muốn chịu trách nhiệm về chất lượng, tính kịp thời và chi phí giao hàng của 108 máy bay được giấy phép sản xuất tại HAL. Điều này là vi phạm điều kiện dự thầu và bắt đầu nổi lên như một mối đe dọa cho việc ký kết hợp đồng. Cũng như Ấn Độ muốn máy bay có khả năng sử dụng vũ khí Nga như trong yêu cầu đấu thầu. Vì máy bay không thể trang bị các loại vũ khí của các nước khác trừ khi có thêm tính năng tích hợp nhưng tính năng này không thêm miễn phí cũng như mất thêm thời gian để phát triển và thử nghiệm. Đến tháng 4 năm 2015, Ấn Độ hủy bỏ hợp đồng mua 126 chiếc Rafale. Chính phủ Pháp và Ấn Độ quay sang đàm phán một hợp đồng nhỏ hơn, theo đó Ấn Độ sẽ mua 36 chiếc Rafale đã được chế tạo hoàn chỉnh nếu Pháp đồng ý giảm bớt 25% giá bán máy bay.

## Tai nạn
- Ngày 06 tháng 12 năm 2007, một chiếc Rafale hai chỗ ngồi của Không quân Pháp đã bị rơi trong một chuyến bay huấn luyện do phi công bị ngất nên không thể nhảy ra ngoài và tử nạn[26].
- Ngày 24 tháng 9 năm 2009, hai chiếc Rafale của hải quân Pháp khi đang trở về chiếc tàu sân bay Charles de Gaulle đã đâm vào nhau gần Perpignan khiến một phi công thiệt mạng phi công còn lại nhảy dù an toàn[27].
- Ngày 28 tháng 11 năm 2010, một chiếc Rafale của hải quân Pháp từ chiếc tàu sân bay Charles de Gaulle đã rơi xuống biển Ả Rập sau khi làm nhiêm vụ tại Afghanistan phi công được cứu an toàn[28].
- Ngày 02 tháng 7 năm 2012, một chiếc Rafale của hải quân Pháp từ chiếc tàu sân bay Charles de Gaulle đã rơi xuống Địa Trung Hải phi công được cứu an toàn[29].

## Chi phí
- Tổng chi phí chương trình 28 tỷ Euro.
- Mỗi chiếc trong chương trình này có giá xấp xỉ 95.000.000 Euro.
- Chi phí hệ thống 600 triệu Franc (€91m) €88m (gồm cả chi phí phát triển cho mỗi chiếc).
- Giá xuất xưởng (2000) 310 triệu Franc €47m (phiên bản không quân).
- 325 triệu Franc €49m (phiên bản hải quân).

## Tiêu chuẩn kỹ thuật

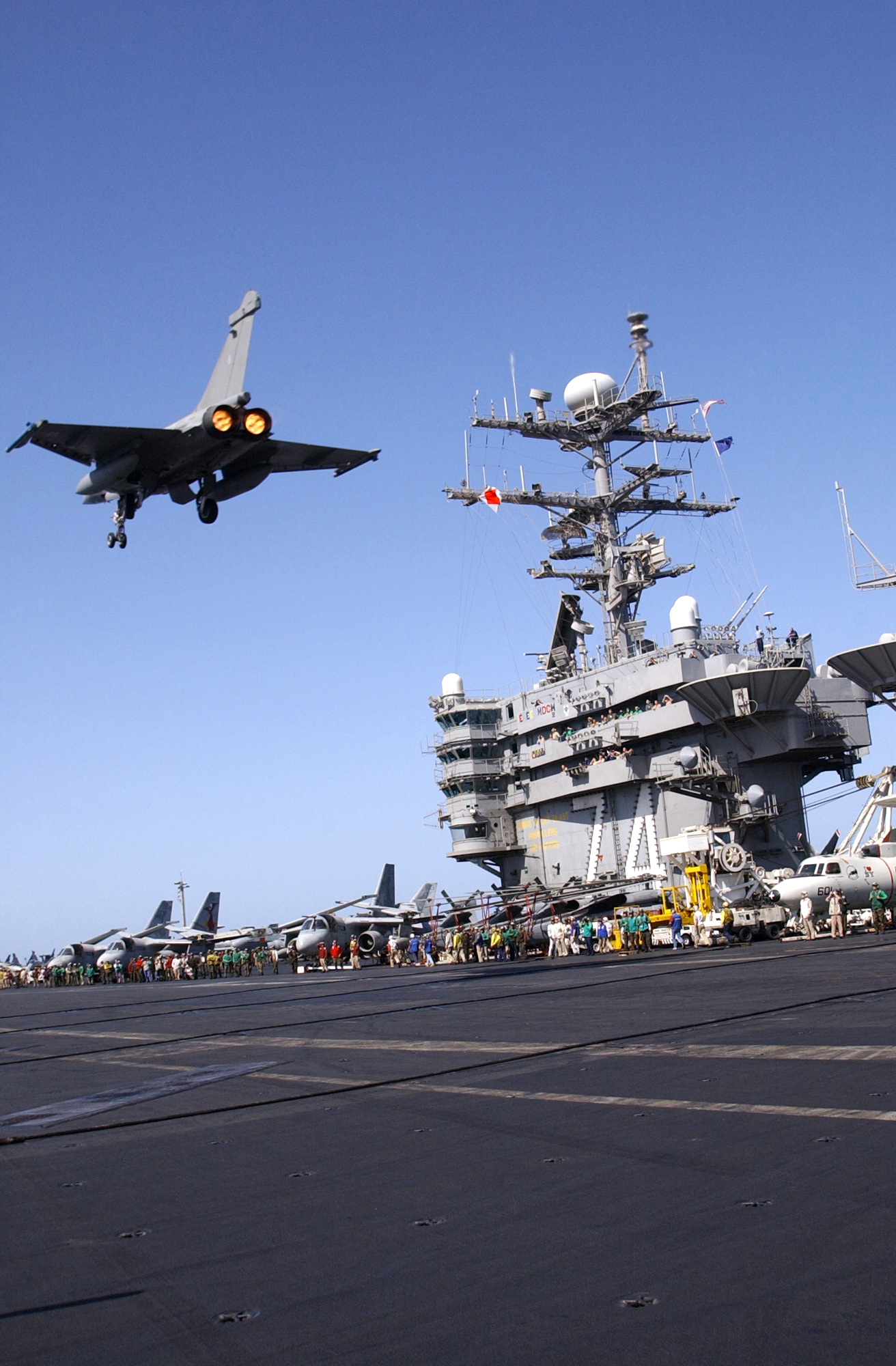
Một chiếc Rafale bay trên tàu sân bay USS John C. Stennis.

### Đặc điểm chung
- Đội bay: 1-2
- Chiều dài: 15,27 m (50,1 ft)
- Sải cánh: 10,80 m (35,4 ft)
- Chiều cao: 5,34 m (17,4 ft)
- Diện tích cánh: 45.7 m² (492 ft²)
- Trọng lượng không tải: 10.300 kg (phiên bản B)
9.850 kg (phiên bản C)
10.600 kg (phiên bản M)
- Trọng lượng có tải: 15.000 kg
- Trọng lượng cất cánh tối đa: 24.500 kg (54.000 lb)
- Động cơ: 2 x SNECMA M88-2 tuốc bin cánh quạt, lực đẩy thông thường: 50 kN, lực đẩy khi đốt sau: 75 kN (17.000 lbf)

### Đặc tính bay
- Tốc độ tối đa: >2,223 km/h (1,381 mph, 1,200 kn) [298] / Mach 1,8 ở độ cao lớn

1,390 km/h (860 mph; 750 kn) / Mach 1,1 ở độ cao thấp
- Tầm hoạt động: 1.850 km (970 nm, 1.100 mi) với 3 thùng nhiên liệu (5,700 L), 2 tên lửa SCALP-EG và 2 tên lửa đối không MICA.
- Trần bay: 15.835 m (60.000 ft)
- Tốc độ lên cao: 304,8 m/s
- Áp lực cánh: 328 kg/m² (83 1/3 lb/ft²)
- Lực đẩy/trọng lượng: 0,988 với phiên bản B (khi mang 100% nhiên liệu, 2 tên lửa đối không dẫn đường bằng radar, 2 tên lửa đối không dẫn đường bằng hồng ngoại)

### Radar dẫn đường
- Điện tử:
- Radar Thales RBE2
- Hệ thống chiến tranh điện tử Thales Spectra.
- Thales/SAGEM OSF (Optronique Secteur Frontal) Hệ thống tìm kiếm và thám sát hồng ngoại.

### Vũ khí
Máy bay có thể mang tải trọng vũ khí tối đa là 9.500 kg. Tải trọng chiến đấu thì thấp hơn, khoảng 5.200 kg vũ khí (tải trọng chiến đấu là lượng vũ khí tối đa mà máy bay có thể mang theo mà vẫn có thể tác chiến hiệu quả, còn tải trọng tối đa là lượng vũ khí lớn nhất mà máy bay có thể mang theo khi cất cánh (nhưng không thể tác chiến hiệu quả do tầm bay bị rút xuống quá ngắn), vì vậy cùng 1 máy bay thì tải trọng tối đa luôn lớn hơn nhiều so với tải trọng tác chiến). Tùy chọn vũ khí bao gồm:
- Súng: 1× pháo bắn nhanh 30 mm (1.18 in) GIAT 30/719B với cơ số 125 viên đạn
- Tên lửa:
  - Không đối không:
    - MICA IR/EM hay
    - AIM-9 Sidewinder hay
    - AIM-132 ASRAAM hay
    - AIM-120 AMRAAM hay
    - MBDA Meteor hay
    - Magic II

  - Không đối đất:
    - MBDA Apache hay
    - SCALP EG hay
    - AASM hay
    - AM 39 Exocet hay
    - Tên lửa hạt nhân ASMP

## Chủ đề liên quan
- Máy bay có tính năng tương tự
  - Chengdu J-10
  - Eurofighter Typhoon
  - Saab Gripen
  - F/A-18E/F Super Hornet
  - Mikoyan MiG-29K
- Danh sách tiếp theo
  - Mirage G - Mirage 2000 - Mirage 4000 - Rafale - nEUROn
- Danh sách liên quan
  - Danh sách máy bay chiến đấu
  - Danh sách máy bay quân sự Pháp